# Рамзен (Пфальц)
Рамзен (нем. Ramsen) — община в Германии, в земле Рейнланд-Пфальц.
Входит в состав района Доннерсберг. Подчиняется управлению Айзенберг (Пфальц). Население составляет 1792 человека (на 31 декабря 2010 года). Занимает площадь 27,08 км².